# Röntgendoppelstern

Künstlerische Darstellung eines Röntgendoppelsterns mit Akkretionsscheibe und Jet

Ein Röntgendoppelstern (engl. X-ray binary, XRB) ist ein Doppelsternsystem mit deutlich ausgeprägter Röntgenleuchtkraft. Durch Akkretion von Materie eines Begleitsterns auf einen kompakten Stern entsteht ein charakteristisches Leuchten im hochenergetischen Bereich der elektromagnetischen Strahlung. Bei dem kompakten Objekt kann es sich um einen Weißen Zwerg, einen Neutronenstern oder ein Schwarzes Loch handeln.

## Der Materiefluss
Der Materiefluss auf den kompakten Stern kann in zwei Varianten auftreten:
- Als Sternwind vom Begleiter, der in den Anziehungsbereich des kompakten Sterns gerät. Solche Sternwinde werden häufig bei Hauptreihensternen und Riesen hoher Masse gefunden.
- Bei Sternen, welche die Roche-Grenze überschreiten, fließt Materie über den Lagrange-Punkt zum kompakten Partner. Ein solcher Materiefluss kann mehrere hundert Millionen Jahre anhalten.

Aufgrund der Drehimpulserhaltung stürzt das Material nicht direkt auf den kompakten Partner, sondern bildet zunächst eine Akkretionsscheibe um den entarteten Stern. Liegt zusätzlich ein Magnetfeld vor, so kommt es auf dessen Stärke an, wie sehr die Akkretionsscheibe verformt wird. Aufgrund der hohen Hitze in der Akkretionsscheibe ist die dortige Materie ionisiert und trägt je Teilchen eine Ladung. Diese Ladung bewirkt bei Bewegung innerhalb der Akkretionsscheibe einen Strom, welcher ein Magnetfeld ausbildet und daher mit dem Magnetfeld des akkretierenden Objektes koppelt. Ist das Magnetfeld des akkretierenden Objektes schwach, so ist die Akkretionsscheibe weitgehend flach. Je stärker das Magnetfeld wird, umso größer ist der vom akkretierenden Objekt aus gemessene Radius, ab welchem das Magnetfeld zum akkretierenden Objekt hin die umliegende Materie aufgrund der Kopplung aus der Akkretionsscheibe reißt und entlang der Magnetfeldlinien zu den Polen hin führt. Daher haben akkretierende Objekte mit starken Magnetfeldern keine Akkretionsscheibe. Angenommen, es läge nun eine Akkretionsscheibe vor, so führt die Kepler’sche Bewegung der Teilchen zu Reibung innerhalb der Scheibe und heizt diese auf, wodurch bei entsprechenden Temperaturen Röntgenstrahlung als Wärmestrahlung ausgesandt wird. Trifft die transferierte Materie auf die Oberfläche des Weißen Zwerges oder Neutronensterns, so führt dies zu einer Erwärmung der Kruste, die ebenfalls Röntgenstrahlung aussendet.

## Einteilung nach dem kompakten Stern

### Weißer Zwerg als Partner
Ist der Massenempfänger im Doppelsternsystem ein Weißer Zwerg, so wird weiche Röntgenstrahlung ausgesandt. Es handelt sich bei der Angabe der Härte um das Verhältnis zwischen niederenergetischer zu höherenergetischer Röntgenstrahlung. Ursache der weichen Röntgenstrahlung ist der mit typischerweise 10.000 km deutlich größere Durchmesser des Weißen Zwerges im Vergleich zu dem eines Neutronensterns oder Schwarzen Lochs, so dass beim Fall durch das geringere Gravitationsfeld weniger Energie frei wird. Man bezeichnet solche Systeme als kataklysmische Veränderliche. Verfügt der Weiße Zwerg über ein Magnetfeld, so wird die Akkretionsscheibe teilweise oder vollständig unterdrückt, und das Doppelsternsystem gehört in die Gruppe der Polare oder DQ-Herculis-Sterne. Sie zeigen einen starken Polarisationsgrad in ihrer optischen Strahlung. Verfügt der Weiße Zwerg über ein Magnetfeld, das zu schwach ist, um den Materiefluss zu beeinflussen, so wird Röntgenstrahlung frei, wenn Materie von der Akkretionsscheibe auf den Weißen Zwerg transferiert wird. Dies geschieht bei Zwergnovae zyklisch.

### Neutronenstern als Partner
Ist der Partner ein Neutronenstern oder ein Magnetar, so wird die Materie beim Sturz durch das Gravitationsfeld stark beschleunigt und setzt die gewonnene Energie beim Aufprall auf der Oberfläche des Neutronensterns frei. Da das Material in der Akkretionsscheibe als Plasma vorliegt, unterliegt es den Kräften des Magnetfeldes des Neutronensterns, dessen Magnetfeldstärke bis zu 1011 Tesla bzw. 1015 Gauß erreichen kann. Das ionisierte Material folgt den Magnetfeldlinien und stürzt deshalb an den magnetischen Polen auf die Sternoberfläche. Aufgrund des großen Gravitationspotentials erreicht das Material dabei Geschwindigkeiten von bis zu 100.000 km/s, was 30 % der Lichtgeschwindigkeit entspricht. Der Aufprallbereich hat eine geringe Fläche von wenigen Kilometern Durchmesser, und dort werden Temperaturen von 100 Millionen Kelvin erreicht. Der größte Teil der Energie wird als Röntgenstrahlung ausgesandt. Die zugehörige Leistung beträgt bis zu 10.000 Sonnenleuchtkräften. Eine Sonnenleuchtkraft entspricht der von der Sonne im gesamten Spektralbereich ausgestrahlten Energie. Bedingt durch die Rotation des Neutronensterns und der Abschattung durch den einfließenden Materiestrom wird die Röntgenstrahlung nur zeitweise in Richtung der Erde abgestrahlt. Deshalb werden die Röntgendoppelsterne mit Neutronensternen und starken Magnetfeldern auch Röntgen-Pulsare genannt.
Ein Beispiel für einen Röntgen-Pulsar ist Hercules X-1 in einem Abstand von 15.000 Lichtjahren. Er wurde 1971 von dem Satelliten Uhuru entdeckt. Inzwischen sind über 1.000 solcher Systeme in der Milchstraße bekannt. Ein weiteres Beispiel ist Centaurus X-3, der erste entdeckte Röntgenpulsar.
Ein weiterer Effekt ist der Transfer von Drehmoment durch die einfließende Materie auf den Neutronenstern. Diese beschleunigt ihn auf Rotationsfrequenzen von bis zu einigen Tausend Hertz. Dies entspricht einer Rotation des Neutronensterns pro Millisekunde. Röntgendoppelsterne sind somit die Geburtsstätten für die wiedergeborenen Millisekundenpulsare. Dabei ist beobachtet worden, dass bei Ausbrüchen, also Phasen intensiver Massenakkretion, die Rotationsfrequenz schnell zunimmt.

### Schwarzes Loch als Partner

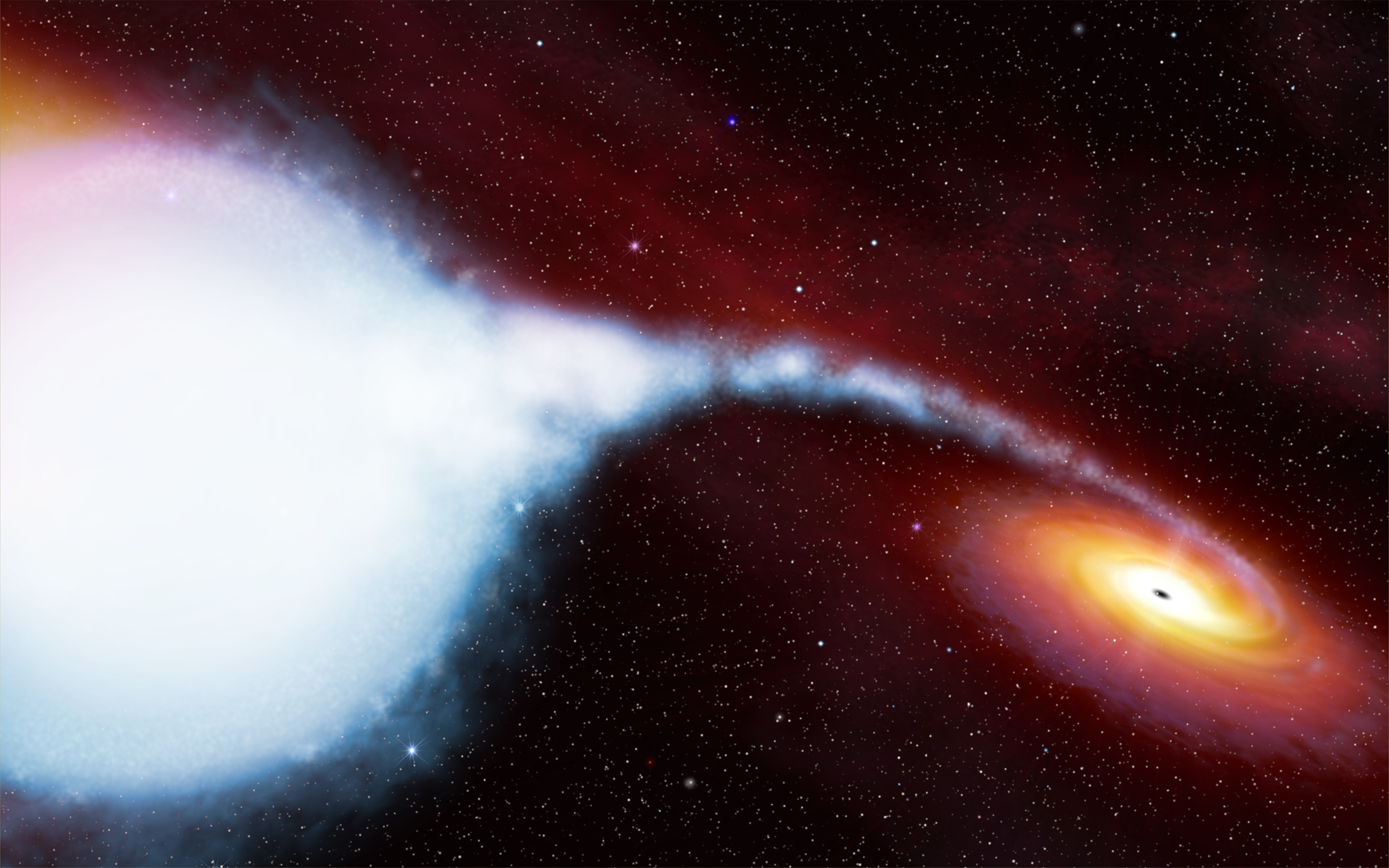
Künstlerische Darstellung von Cygnus X-1

Wegen des Fehlens einer Oberfläche entsteht bei Schwarzen Löchern die Röntgenstrahlung ausschließlich in der Akkretionsscheibe. Die Temperatur steigt zum inneren Rand der Scheibe hin an und erreicht dort Werte, die zur Emission intensiver Röntgenstrahlung führen. Da Schwarze Löcher über kein Magnetfeld verfügen, fällt das Plasma aus der Akkretionsscheibe durch eine Übergangsschicht in das Schwarze Loch. Die Übergangsschicht liegt in der Ebene der Akkretionsscheibe. Dabei schwankt die Röntgenstrahlung mit nichtperiodischen Variationen im Sekunden- und Millisekundenbereich, die als quasiperiodische Oszillationen bezeichnet werden. Diese Strahlungscharakteristik ist im Rahmen einer astronomischen Beobachtung das wichtigste Indiz für das Vorliegen eines Schwarzen Loches in einem Röntgendoppelstern.
Der beste Kandidat für einen Röntgendoppelstern mit einem Schwarzen Loch als Primärstern ist die Röntgenquelle Cygnus X-1 in einem Abstand von ca. 6.000 Lichtjahren.

## Einteilung nach dem Begleiter

### HMXB (High mass X-ray binaries)
Läuft ein Stern mit einer Masse von mehr als zehn Sonnenmassen in einem Doppelsternsystem um den gemeinsamen Schwerpunkt mit einem kompakten Begleiter, so handelt es sich entweder um einen Be-Stern, einen O-Stern oder einen Blauen Überriesen. Das Gas wird zu dem kompakten Stern mittels Sternwind transferiert oder im Falle der Be-Sterne beim Durchgang durch eine zirkumstellare Gasscheibe akkretiert. Die Umlaufdauer beträgt einige Tage bis zu Tausenden von Tagen. Dabei sind die Bahnen häufig elliptisch. Im Optischen dominiert das Licht des massiven Sterns.

### LMXB (Low mass X-ray binaries)
Liegt die Masse des Begleiters des kompakten Sterns bei weniger als zwei Sonnenmassen, so wird er als Röntgendoppelstern geringer Masse bezeichnet. Der Stern transferiert Masse über den Lagrange-Punkt zum kompakten Stern, wobei die Umlaufdauer des Doppelsternsystems von Bruchteilen von Tagen bis zu einigen Tagen reicht. Der Begleiter befindet sich entweder nahe der Hauptreihe, ist ein Weißer Zwerg oder ein entwickelter Heliumstern. Rote Riesen in symbiotischen Röntgensternen sind extrem selten. Die Begleiter sind schwierig zu beobachten, da im Optischen die Akkretionsscheibe dominiert. Die Hauptreihenbegleiter entstehen in Doppelsternen, in denen der massive Stern eine Kernkollaps- oder hydrodynamische Supernova durchlaufen hat. Die Weißen Zwerge oder Heliumsterne umkreisen überwiegend einen kompakten Stern, der durch einen Akkretions- oder einen evolutionsinduzierten Kollaps entstanden ist. LMXB werden in hohen galaktischen Breiten und Abständen von der galaktischen Ebene beobachtet. Da der kompakte Stern, ein Neutronenstern oder Schwarzes Loch, aus einem massiven Stern mit mehr als acht Sonnenmassen hervorgegangen ist, sollten die LMXB eigentlich entlang der galaktischen Ebene gefunden werden. Wahrscheinlich verlief die Supernovaexplosion asymmetrisch und hat dem Doppelsternsystem bei der Geburt des kompakten Sterns eine hohe Eigenbewegung mitgegeben.

### IMXB (Intermediate mass X-ray binaries)
Röntgendoppelsterne mit Begleitern mittlerer Masse und dem Spektraltyp A oder F werden recht selten beobachtet. Die Ursache liegt darin, dass Phasen mit starkem Sternwind wie bei HMXB sehr kurz sind und ein Massentransfer wie bei LMXB über die Roche-Grenze nicht stabil ist. Weil der kompakte Stern massereicher ist als der Donor, verkürzt sich die Bahnachse, was den Massetransfer verstärkt. In der Folge sind die Zeiträume mit hinreichend starkem Massetransfer recht kurz. Dazu kommt, dass bei Erreichen der Roche-Grenze Röntgenstrahlung beim Aufprall auf den kompakten Stern und am inneren Rand der Akkretionsscheibe entsteht, aber die Röntgenstrahlung wird aufgrund der hohen Massentransferraten durch zirkumstellares Material häufig wieder absorbiert.

## Klassifikation
Röntgendoppelsterne werden nach dem Spektrum, der Ursache und der Art der Veränderlichkeit ihrer Strahlung in teilweise überlagernde Klassen aufgeteilt:
- Soft X-ray transient (SXT, dt. temporäre weiche Röntgenquellen) bestehen aus einem kompakten Stern, einem Neutronenstern oder einem Schwarzen Loch und einem roten Zwergstern. Die meiste Zeit ist die Röntgenstrahlung unterhalb der Nachweisgrenze und steigt mit einem Zyklus von Jahren bis Jahrzehnten um mehr als den Faktor 1000 im Optischen und Röntgenbereich an. Bei den Ausbrüchen fällt vermehrt Materie auf den kompakten Stern. Der Ausbruchsmechanismus ist wahrscheinlich eine Instabilität in der Akkretionsscheibe um den kompakten Stern wie bei den Zwergnovae. Die SXT werden auch als Röntgennova bezeichnet.

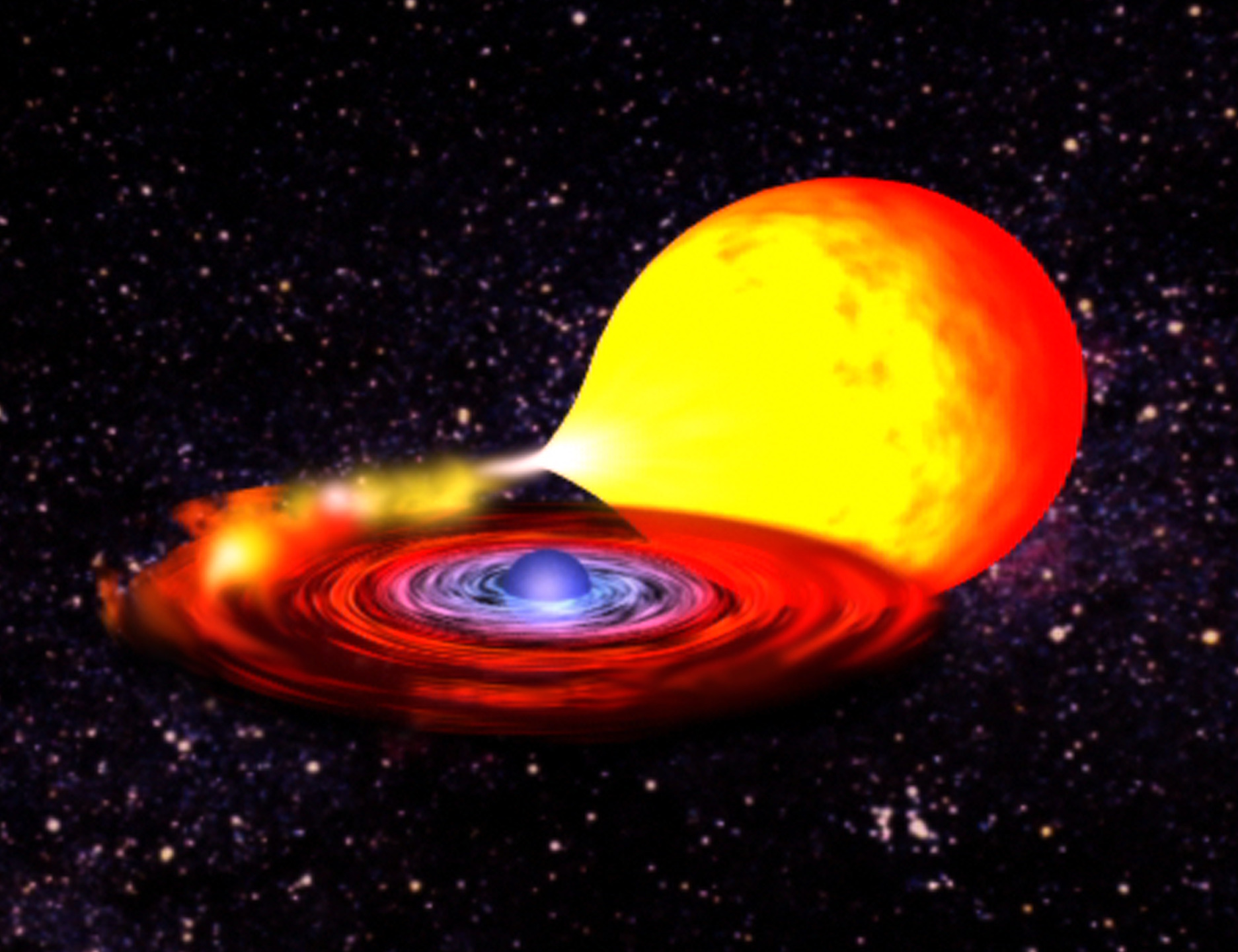
Fiktive Darstellung eines Neutronensterns mit rotem Riesen (NASA)

- Symbiotische Röntgendoppelsterne (engl.  Symbiotic X-ray Binaries) haben als Begleiter des kompakten Sterns einen Roten Riesen, der sich entweder auf dem Roten Riesenast oder dem Asymptotischen Riesenast befindet. Der Transfer von Materie zum kompakteren Stern erfolgt bei den entwickelten Begleitern meist über Sternwinde. Die langsamen Rotationsperioden der Neutronensterne in diesen Röntgendoppelsternen von bis 18.000 Sekunden kann nur eine Folge einer sphärisch-symmetrischen Akkretion ohne die Anwesenheit einer Akkretionsscheibe sein, weshalb die Röntgenleuchtkraft 1036 erg pro Sekunde (1029 Joule pro Sekunde) nicht übersteigt bei einer typischen Akkretionsrate von nur 10−13 Sonnenmassen pro Jahr. Aufgrund der Radien der Roten Riesen haben die Symbiotischen Röntgendoppelsterne die längsten bekannten Umlaufdauern von bis zu 30.000 Tagen.[13] Die Röntgenstrahlung entsteht durch den Einfall auf einen Neutronenstern oder als Folge eines thermonuklearen Runaways bei Symbiotischen Novae.
- Superweiche Röntgenquellen (engl. Super Soft X-Ray Source, SSS) senden überwiegend Röntgenstrahlung mit Energien zwischen 0,09 und 2,5 keV aus. Es handelt sich dabei überwiegend um Weiße Zwerge mit kontinuierlichem Wasserstoffbrennen auf ihrer Oberfläche. Die meisten SSS treten in engen Doppelsternsystemen auf, wenn kontinuierlich genügend Materie vom Begleiter akkretiert wird. Dies kann bei Polaren, VY-Scl-Sternen und Symbiotischen Sternen der Fall sein. Daneben gibt es noch temporäre Superweiche Röntgenquellen wie Novae und Zwergnovae. Ebenfalls zu den SSS gehören, ohne zwingend in ein Doppelsternsystem eingelagert zu sein, einzelne Weiße Zwerge auf ihren Überkühlungsbahnen. Dieser freigelegte Kern eines entwickelten Sterns strahlt am Anfang weiche Röntgenstrahlung als Wärmestrahlung ab. Diese jungen Weißen Zwerge sind teilweise noch die Zentralsterne von Planetarischen Nebeln.
- Be/X-ray binaries (BeXRB, dt. Be-Röntgendoppelsterne) bestehen aus einem kompakten Stern und einem Be-Stern, der zeitweise aufgrund von schneller Rotation und Pulsationen Materie auswirft, die sich als ein äquatorialer Gasring um den frühen Stern legt. Läuft der kompakte Stern, meist ein Neutronenstern, durch diesen Ring, so wird über Akkretion ein Ausbruch im Bereich der Röntgenstrahlung erzeugt.[14]
- Supergiant X-ray binaries (SGXB, dt. Überriesen-Röntgendoppelsterne) haben einen Überriesen als Begleiter eines kompakten Sterns. Charakteristisch für die Überriesen ist ein starker Sternwind mit Massenverlustraten zwischen 10−8 und 10−6 Sonnenmassen pro Jahr bei Geschwindigkeiten des abströmenden Gases von bis zu 2.000 km/s. Der kompakte Stern in SGXBs ist ein Neutronenstern in einer engen Umlaufbahn, und aufgrund des starken Masseneinfalls sind die SGXB helle Objekte am Röntgenhimmel.
- Supergiant Fast X-ray Transients (SFXT, dt. Überriesen-Röntgensterne mit schnellen Ausbrüchen) haben einen OB-Überriesen als Begleiter eines Neutronensterns. Diese Gruppe von Röntgendoppelsternen zeigt schnelle Anstiege der Röntgenhelligkeit während Ausbrüchen, wobei die Maximalhelligkeit innerhalb von Minuten erreicht wird. Die Ausbrüche dauern nur wenige Stunden an, dabei steigt die Röntgenhelligkeit temporär um das bis zu 10.000fache gegenüber der Ruhehelligkeit an. Diese Ausbrüche könnten die Folge von Klumpen im Sternwind des frühen Überriesen, einer Passage des Neutronensterns durch einen Materiering in der Äquatorebene des OB-Überriesen oder eines magnetischen Propellers des Pulsars sein,[15][16]
- X-ray Burster (dt. Röntgenburster) zeigen ein plötzliches Ansteigen der Röntgenstrahlung aufgrund einer explosiven Zündung thermonuklearer Reaktionen auf der Oberfläche eines Neutronensterns in einem Röntgendoppelstern. Bei dem Burst findet eine Zündung des akkretierten Wasserstoffs, Heliums und eventuell des Kohlenstoffs in dem Zustand der Entartung statt. Daher führt die Erwärmung nicht zu einer kühlenden Expansion, und die thermonuklearen Reaktionen erfassen innerhalb von Sekundenbruchteilen die gesamte Hülle um den Neutronenstern. Der Burst dauert zwischen einigen Sekunden und Stunden, wobei der Abstand zwischen den Bursts in einem Doppelsternsystems im Bereich von Tagen liegt. Die X-ray Burster entsprechen den klassischen Novae, bei denen es zu einem thermonuklearen Runaway auf der Oberfläche eines Weißen Zwergs in einem engen Doppelsternsystem kommt.[17]
- X-ray pulsars (dt. Röntgenpulsare) zeigen eine periodische Veränderlichkeit der Röntgenstrahlung in der Größenordnung von Sekunden bis Minuten und gehören mit zu den hellsten Röntgenquellen am Firmament. Dies ist die Folge eines starken Magnetfeldes des Neutronensterns von bis 1012 Gauß, abgeleitet aus den Zyklotronlinien im Röntgenspektrum. Durch das Magnetfeld bewegt sich die akkretierte Materie entlang den Magnetfeldlinien und trifft auf die magnetischen Pole des Neutronensterns. Oberhalb der Pole bildet sich eine Stoßwelle, in der neben Bremsstrahlung auch Zyklotronstrahlung abgestrahlt wird. Ist die Achse des Magnetfeldes gegen die Rotationsachse geneigt, so kommt es zu einer Modulation der Röntgenstrahlung, weil die auf mehrere Millionen Kelvin erwärmten magnetischen Pole nur zeitweise in Richtung Erde Strahlung abgeben.[18]
- Accreting Millisecond X-Ray Pulsars sind eine seltene Gruppe von LMXB und die unmittelbaren Vorläufer von Millisekundenpulsaren. Bei ihnen wird durch die Akkretion von Materie von einem Begleiter neben Materie auch Drehimpuls auf den Neutronenstern übertragen. Dies führt zu einem Anstieg der Rotationsfrequenz und zu einer gepulsten Abstrahlung von Röntgenstrahlung, die in Schockfronten über den magnetischen Polen entsteht. Wenn der Materietransfer beendet wird, erscheint der Neutronenstern als schnell rotierender Pulsar, ein wiederverwerteter Millisekundenpulsar. Als Begleiter der AMXP wurden Braune Zwerge, Weiße Zwerge, Heliumsterne und rote Zwerge identifiziert, die den Neutronenstern in engen Bahnen mit Umlaufdauern zwischen 50 Minuten und 20 Stunden umrunden.[19]
- Microquasare sind Doppelsterne mit einem Neutronenstern oder Schwarzen Loch, welches einen oder zwei relativistische Jets ausstößt und dabei wie eine kleine Ausgabe eines Quasars erscheint. Bei Quasaren akkretiert ein supermassives Schwarzes Loch im Zentrum einer Galaxie Materie und emittiert dabei bis zu der hundertfachen Leuchtkraft der Milchstraße. Die Jets können meist nur im Radiobereich nachgewiesen werden. Wenn ein Jet eines Mikroquasars genau auf die Erde gerichtet ist, könnte dieser als eine ultrahelle Röntgenquelle erscheinen.[20] Mikroquasare mit auf den Beobachter ausgerichteten Jets werden auch als Mikroblazare bezeichnet[21]
- Ultraluminous X-ray sources (ULX, dt. ultraleuchtkräftige Röntgenquellen) sind Röntgenquellen mit einer Leuchtkraft von mehr als 1039 erg/s (1032 Joule/s), die unter Annahme einer isotropischen Emission die Eddington-Grenze überschreiten. Sie sind bisher nur außerhalb der Milchstraße nachgewiesen worden. Aufgrund der schnellen Veränderlichkeit der ULX handelt es sich wahrscheinlich um akkretierende Schwarze Löcher in einem engen Doppelsternsystem. Die Röntgenquellen sind häufig in ausgedehnte Emissionsnebel eingebettet, die mit einer Geschwindigkeit in der Größenordnung von 100 km/s expandieren.[22] Die Leuchtkraft dieser Klasse von Röntgendoppelsternen ist so hoch, dass es sich entweder um mittelschwere schwarze Löcher mit Massen zwischen 100 und 10.000 Sonnenmassen handelt oder um ein stellares Schwarzes Loch mit einer nicht isotropen Abstrahlung der Röntgenstrahlung.[23]
- Ultracompact X-ray binaries (UCXB, dt. Ultrakompakte Röntgendoppelsterne) bestehen aus einem Weißen Zwerg bzw. sdB-Stern und einem Neutronenstern bei einer Umlaufdauer von weniger als einer Stunde. Der Neutronenstern akkretiert heliumreiche Materie und rotiert mit Perioden von Sekundenbruchteilen. Die 30 in der Milchstraße bekannten UCXB gelten daher als potentielle Vorläufer von Millisekundenpulsaren.[24]
- Low-luminosity X-ray transients (dt. temporäre Röntgensterne mit geringer Leuchtkraft) sind Doppelsterne mit einem kompakten Stern (Schwarzes Loch oder Neutronenstern) mit einer Röntgenleuchtkraft von 1034 bis 1036 erg/s (1027 bis 1029 Joule/s) im Bereich von 2 bis 10 keV. Die Leuchtkraft liegt um 2 bis 5 Größenordnungen unter der normaler Röntgendoppelsterne. Die Akkretionsrate des kompakten Sterns liegt in der Spitze bei 10−13 Sonnenmassen pro Jahr und erfordert einen ungewöhnlichen Begleiter in dem Doppelsternsystem. Es könnte sich um Heliumsterne oder planetare Körper handeln. Allerdings zeigen auch einige leuchtkräftige Low mass X-ray binaries Phasen mit einer so geringen Akkretionsrate.[25] Eine andere Bezeichnung für diese Röntgendoppelsterne mit geringer Leuchtkraft ist very-faint X-ray binary transients. Der kompakte Stern in diesen Doppelsternsystemen ist in den meisten Fällen ein Neutronenstern wegen des Nachweises von Typ-I-Bursts.[26]

### Vorkommen in Sternkatalogen
Der General Catalogue of Variable Stars listet eine große Anzahl an Unterkategorien von Röntgendoppelsternen. In der Summe sind es trotz der vielen Unterkategorien jedoch nur etwas über 100 Sterne. Somit können etwas über 0,2 % aller Sterne in diesem Katalog zu den Röntgendoppelsternen gerechnet werden.

## Einfluss der Röntgenstrahlung auf den Begleiter
Die Röntgenstrahlung trifft auf die Atmosphäre des Begleiters und heizt die der Röntgenquelle zugewandte Seite in engen Doppelsternsystemen auf. Dieser Reflexionseffekt führt zu einer Änderung des Spektrums und der Helligkeit periodisch mit der Umlaufdauer des Doppelsternsystems. Daher wird der Reflexionseffekt zur optischen Identifikation der Röntgenquelle genutzt, da die Positionsgenauigkeit von Röntgenquellen meist nur in der Größenordnung von Bogenminuten liegt.

## Röntgendoppelsterne in Kugelsternhaufen
Verglichen mit dem galaktischen Feld treten in Kugelsternhaufen Röntgendoppelsterne ungewöhnlich häufig auf. Es handelt sich dabei um kataklysmische Veränderliche, LMXB (Röntgendoppelsterne geringer Masse) sowie ihre Nachfolger, die Millisekundenpulsare. Die Ursache der Überhäufigkeit wird in der großen Sterndichte in diesen Sternhaufen vermutet, welche bis zu 1000 Sterne pro Kubikparsec im Vergleich zu weniger als 1 Stern pro Kubikparsec im galaktischen Feld betragen. Entsprechend häufig kommt es in Kugelsternhaufen zu engen Begegnungen zwischen Sternen mit der Möglichkeit der Bildung eines engen Doppelsternsystems durch Gezeiteneinfang, Massenaustausch in einem engen Doppelsternsystem und durch Kollisionen. Bezogen auf die Sternmasse ist die Dichte von LMXB um einen Faktor 100 größer als im allgemeinen galaktischen Feld. Dabei steigt die Dichte an Röntgendoppelsternen mit der Metallizität an. Die Korrelation zwischen der Anzahl an Röntgendoppelsternen mit dem Gehalt an schweren Elementen stimmt mit dem Anstieg an Roten Riesen in den Kugelsternhaufen überein. Da Rote Riesen einen größeren Wirkungsquerschnitt haben als alle anderen in Kugelsternhaufen vorkommenden Sternarten, kommt es auch häufiger zu Kollisionen und Gezeiteneinfängen, die zur Bildung eines Röntgendoppelsterns führen können.

## Bursts
Der Begriff der Bursts beschreibt einen starken Anstieg der Röntgenstrahlung für einen kurzen Zeitraum verbunden mit einem langsameren Abfall. Die Bursts werden unterschieden zwischen dem Typ II, der auf einen Anstieg der Akkretionsrate zurückgeführt wird, und dem Typ I, der die Folge von thermonuklearen Reaktionen auf der Oberfläche von Neutronensternen ist. Die Typ I Bursts werden weiter aufgespalten in normale Bursts und Superbursts.
Die Typ II Bursts sind die Folge einer Bistabilität der Akkretionsrate in der Akkretionsscheibe um den kompakten Stern. Dies entspricht den Zwergnovaausbrüchen in kataklysmischen Doppelsternsystemen, in denen ein Weißer Zwerg statt eines Neutronensterns oder schwarzen Loches bei den Röntgendoppelsternen den Materiestrom empfängt.
Bei den Typ I Bursts wird die akkretierte Materie auf der Oberfläche des Neutronensterns verdichtet, bis sie entartet ist und es zu nuklearen Reaktionen wie dem Wasserstoffbrennen und dem Heliumbrennen kommt. Die Dauer der normalen Typ I Bursts liegt bei einigen Minuten mit einem Anstieg innerhalb weniger Sekunden und der zyklische Abstand zwischen den Bursts bei einigen Stunden. Der Abstand zwischen den Superbursts liegt eher bei Monaten bis Jahren. Es wird vermutet, dass bei den Superbursts die Asche der nuklearen Reaktionen der normalen Typ I Bursts zündet und es zu einer Fusion von Kohlenstoff kommt. Die Typ I Bursts entsprechen den Novae bei den kataklysmischen Doppelsternen. In der Abkühlungsphase eines Typ I Bursts zeigt sich ein für jeden Röntgendoppelstern charakteristischer Verlauf, was darauf schließen lässt, dass immer die gesamte Oberfläche des Neutronensterns Röntgenstrahlung emittiert nach dem Ende der thermonuklearen Reaktionen. Ist die Entfernung zu dem Doppelstern bekannt können die Radien und die Masse der Neutronensterne abgeschätzt werden. Die berechneten Werte liegen mit Massen von um die 1,5 Sonnenmassen und Radien von weniger als 10 Kilometern nahe bei den auf anderen Wegen bestimmten Parametern.
Bei Typ I Bursts wird die Röntgenstrahlung im Laufe des Ausbruchs immer weicher. Dies wird auf eine Verringerung der Temperatur aufgrund einer Expansion der Photosphäre bei den Eruptionen zurückgeführt. Typ I Burster treten im Gegensatz zu den Typ II Eruptionen nur in Röntgendoppelsternen mit geringer Masse auf. Da die Typ I Ausbrüche einen Nachschub an frisch akkretiertem Material benötigen treten sie meistens während Akkretionsphasen auf, die bereits die Röntgenstrahlung erhöht haben. Daher produzieren die Röntgennovae und Soft X-ray Transients mit einem Neutronenstern die meisten Typ I Eruptionen.

## Quasiperiodische Oszillationen
Bei einer Fourier-Analyse der Röntgenstrahlung zeigen sich bei fast allen Röntgendoppelsternen bestimmte Frequenzbereiche mit einer höheren Intensität. Dieses Phänomen wird als Quasiperiodische Oszillationen (QPO) bezeichnet. Die QPO liegen individuell für jedes Doppelsternsystem im Bereich von einigen Hertz bis zu Kilohertz und ändern sich mit dem Ausbruchsstatus, dem Verhältnis von harter zu weicher Röntgenstrahlung sowie der Intensität der Röntgenstrahlung. Quasiperiodische Oszillationen werden sowohl bei Neutronensternen, Kandidaten für Schwarze Löcher als auch bei Weißen Zwergen als akkretierender Stern beobachtet und scheinen mit der Akkretionsscheibe in Verbindung zu stehen. Die meisten Hypothesen vermuten die QPO als eine bevorzugte Umlaufbahn in der Akkretionsscheibe, aber es könnte sich auch um Schwingungen in der Akkretionsscheibe handeln. QPOs werden unter der Annahme einer Beziehung zur kleinsten möglichen Umlaufbahn um den kompakten Stern benutzt, um die Masse von Schwarzen Löchern sowie die Zustandsgleichung von relativistisch-entarteter Materie im Inneren von Neutronensternen zu begrenzen. Die QPOs könnten durch den Lense-Thirring-Effekt verursacht werden, wenn die Rotationsachse der Akkretionsscheibe und die Rotationsachse des kompakten Neutronensterns um mindestens 15° voneinander abweichen. Die daraus entstehende Präzession der Akkretionsscheibe sollte zu einer Modulation der Röntgenstrahlung mit der Präzessionsperiode führen, was auch bei einigen bedeckungsveränderlichen Röntgendoppelsternen mit geringer Masse beobachtet wird.
Alternativ könnten die QPOs auch die Folge einer nicht symmetrischen Form der Akkretionsscheibe sein, die zu Schwingungen in der Scheibe führt. Ein ähnliches Phänomen ist als Zwergnovaoszillation oder auch als Superhump bei den kataklysmischen Veränderlichen bekannt. Entsteht eine geringe Abweichung von der Axialsymmetrie und ist diese in einem Resonanzverhältnis zur Umlaufdauer des Doppelsternsystems, dann verstärkt sich die Asymmetrie und kann quasiperiodischen Intensitätsschwankungen führen.